# Magnat
|  | Per a altres significats, vegeu «Magnat (desambiguació)». |

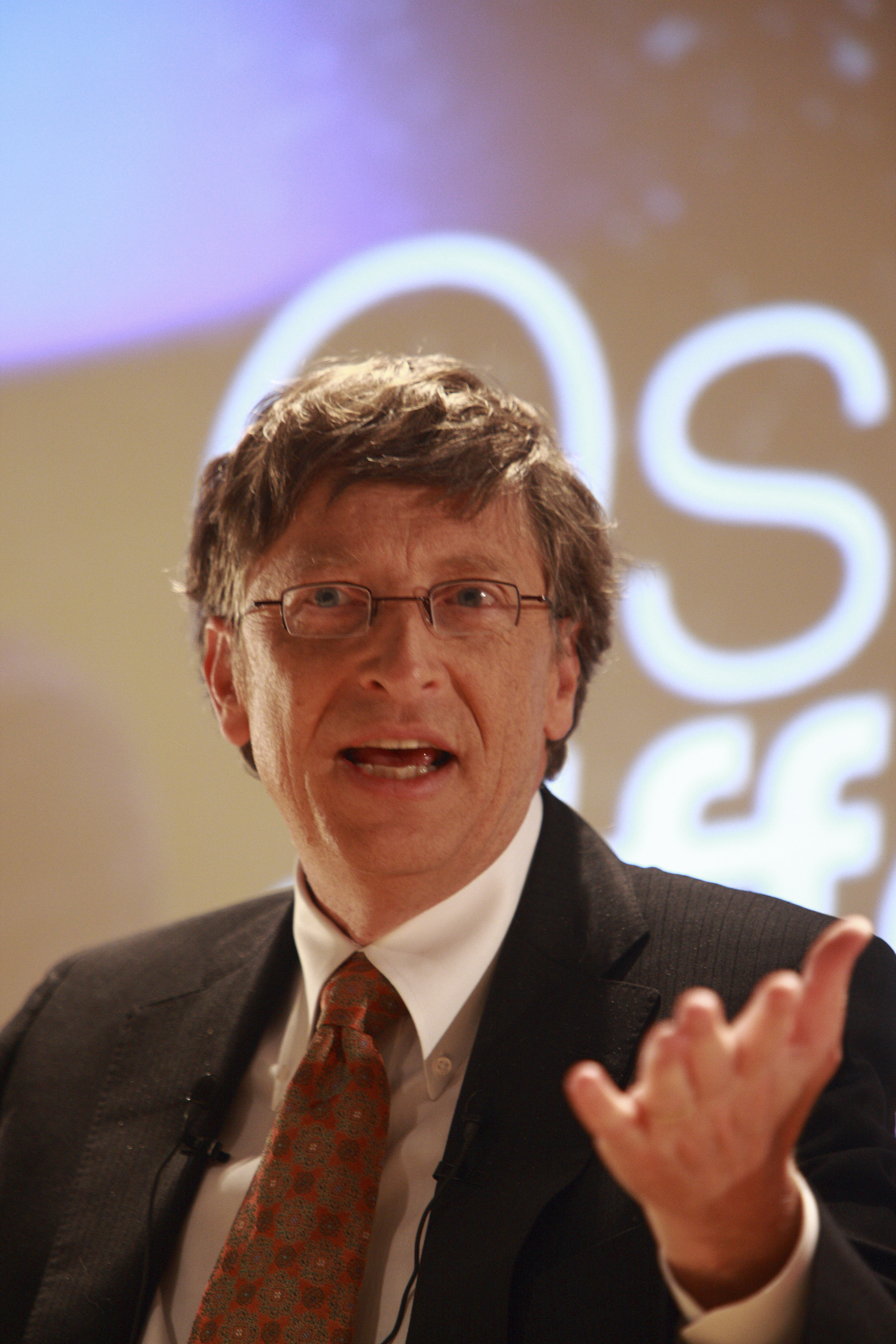
El febrer de 2008, Bill Gates va obtenir el tercer lloc en la llista de les persones més riques del món, amb una fortuna estimada en 58.000.000.000 de USD $.

Un magnat és una persona que ha assolit un lloc prominent dins de la seva categoria. El mot deriva del llatí tardà, magnas, (genitiu magnatis), que significa «ciutadà dels principals del seu càrrec» o «senyor feudal de la més alta categoria».
Modernament, fora del marc feudal, es parla també de magnat en el sentit de persona poderosa de rang social elevat. Com ara els magnats industrials o de negocis. Solen acumular fortunes substancioses i tendeixen a fer-se coneguts per la seva habilitat per als negocis, i de vegades pel seu malbaratament de diners per satisfer gustos extravagants, i ocasionalment, per les seves obres benèfiques.
Alguns magnats industrials del món anglosaxó coneguts són: el magnat de la premsa escrita William Randolph Hearst, el petrolier John D. Rockefeller, el navilier Aristotelis Onassis, Jean Paul Getty, i el cofundador de Microsoft Bill Gates.